# خنفساء رواغة
الخنافس الرواغة أو العنقوديات أو الدِّنِّيَّات أو فوق فصيلة خنافس الستافيلينويديا (الاسم العلمي: Staphylinidae) هي خنفساء تعتبر الأكثر انتشارا من ضمن عائلة ستفينليدي وهي بشكل أساسي تتميز عن الخنافس بجناحها القشري القصير الذي يترك أكثر من نصف البطن غير مغطى وبعبارة أخرى جناحيها لا يغطيان كل ظهرها كما هو معهود عند بقية الخنافس وهي تحصى بأكثر من46000 نوع تشمل آلاف الأجناس وهي تعتبر المجموعة الثانية من حيث الانتشار بعد خنافس كذلك تعتبر الخنافس الرواغة من المجموعات القديمة التي لها تاريخ احفوري يعود إلى العصر الترياسي(منذ200 مليون سنة).